# Habsheim
Habsheim es una localidad y comuna francesa, situada en el departamento de Alto Rin, en la región de Alsacia.
Sus habitantes reciben en idioma francés el gentilicio de habsheimois y habsheimoises.

## Accidente aéreo de 1988
El 26 de junio de 1988, durante una exhibición aeronáutica de un nuevo modelo del Airbus A320 realizando el vuelo 296 de la compañía Air France como demostración con 136 pasajeros a bordo, entre los cuales se contaban numerosos periodistas, chocó inmediatamente antes de la entrada a la pista contra las copas de los árboles y, posteriormente, contra el suelo del aeródromo de Habsheim. Como consecuencia del incendio resultante, 3 personas resultaron muertas y 133 heridas de diversa consideración. 
En el proceso que siguió al accidente, se condenó como responsables a varios años de prisión al piloto y al copiloto, despertando la polémica entre la opinión pública, pues ciertos sectores consideraron que la decisión se tomó al margen de los supuestos responsables, bajo la presión de intereses diversos comerciales del Estado y de la compañía Airbus. Se supone peligrosa la presencia de árboles en la trayectoria obligada de las aeronaves hacia la cabecera de pista.

## Demografía
| 2124 | 2207 | 2560 | 3644 | 3799 | 4313 |
| Para los censos de 1962 a 1999 la población legal corresponde a la población sin duplicidades (Fuente: INSEE [Consultar]) |      |      |      |      |      |